# Henri François de Bombelles (diplomat)

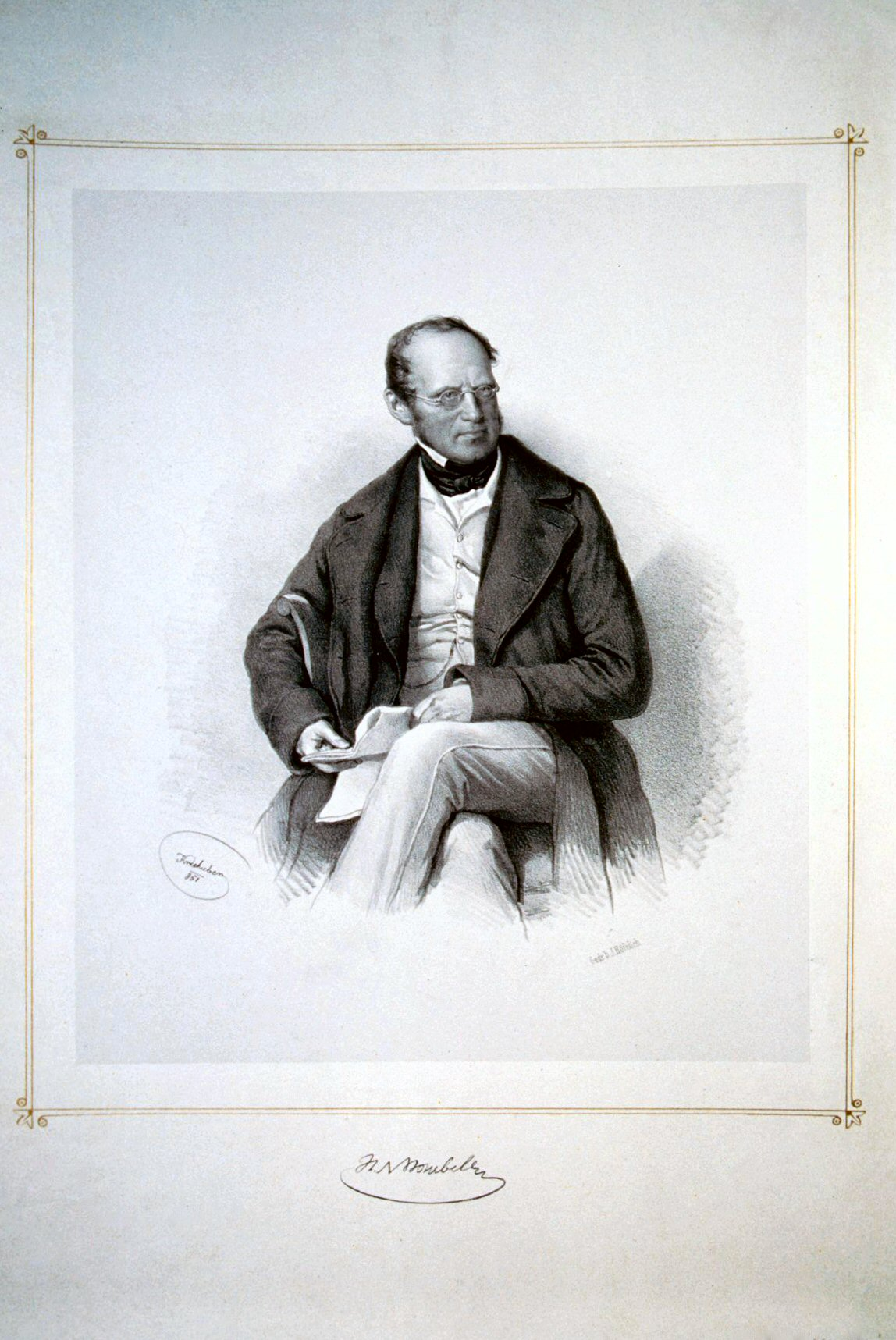
Henri François de Bombelles.

Henri François de Bombelles, född den 26 juni 1789 i Versailles, död den 31 mars 1850 i Savenstein i Krain, var en österrikisk diplomat. Han var son till Marc Marie de Bombelles samt bror till Louis Philippe och Charles René de Bombelles.
de Bombelles var först militär och kämpade 1813 vid Leipzig och 1815 i Frankrike. Senare var han en längre tid anställd som diplomat vid åtskilliga hov och blev 1836 utsedd till ledare av den blivande kejsar Frans Josefs och hans bröders uppfostran.